# FK Viktoria Žižkov
FK Viktoria Žižkov is een Tsjechische voetbalclub uit Žižkov, dat sinds 1922 een stadsdeel van de hoofdstad Praag is.

## Geschiedenis
De club werd in 1903 opgericht door studenten en behoort tot de oudste van het land. De club was er vanaf het eerste competitieseizoen in 1912 bij. In de beginjaren had de club nog concurrentie van AFK Union Žižkov, maar nadat deze in 1925 voor amateurstatus koos verdween de club in de anonimiteit. De club was vrij succesvol en werd kampioen in 1928, zes jaar later degradeerde de club naar de 2de klasse en kon na twee seizoenen terugkeren. Na de Tweede Wereldoorlog degradeerde de club in 1947. De club kon nooit terugkeren naar de hoogste klasse van Tsjechoslowakije en gleed weg naar de lagere klassen. In 1952 fusioneerde de club met Avia Čakovice en verdween zo van de voetbalkaart. Datzelfde jaar werd wel een opvolger opgericht TJ Slavoj Žižkov dat in 1965 de naam Viktoria aanpakte. Enkel in 1967 kwam de club dicht bij een promotie naar de eerste klasse.
Na de onafhankelijkheid van Tsjechië stond de club net zoals in 1912 aan de wieg van de nieuwe competitie. Tot 2003 was de club vrij succesvol en won twee bekers. Na een corruptieschandaal en slechte resultaten degradeerde de club in 2004 naar de tweede klasse waar de club tot 2007 speelde, toen werd de titel behaald en promoveerde de club terug. Na een nieuwe degradatie promoveerde de club opnieuw in 2011, om meteen weer te degraderen in het seizoen 2011-2012. In 2015 eindigde de club op een vierde plaats, maar kreeg geen licentie voor het volgende seizoen en degradeerde naar de derde klasse.

## Naamsveranderingen
- 1903 – opgericht als SK Viktoria Žižkov (Sportovni kroužek Viktoria Žižkov)
- 1904 – SK Viktoria Žižkov (Sportovní klub Viktoria Žižkov)
- 1950 – Sokol Viktoria Žižkov
- 1951 – Sokol ČSAD Žižkov (Sokol Československá státní automobilová doprava Žižkov)
- 1952 – fusie met Avia Čakovice
- 1952 – oprichting fenix-club TJ Slavoj Žižkov (Tělovýchovná jednota Slavoj Žižkov)
- 1965 – TJ Viktoria Žižkov (Tělovýchovná jednota Viktoria Žižkov)
- 1973 – TJ Viktoria Žižkov Strojimport (Tělovýchovná jednota Viktoria Žižkov Strojimport)
- 1982 – TJ Viktoria Žižkov PSO (Tělovýchovná jednota Viktoria Žižkov – Pražská stavební obnova)
- 1992 – FK Viktoria Žižkov (Fotbalový klub Viktoria Žižkov, a.s.)

## Erelijst

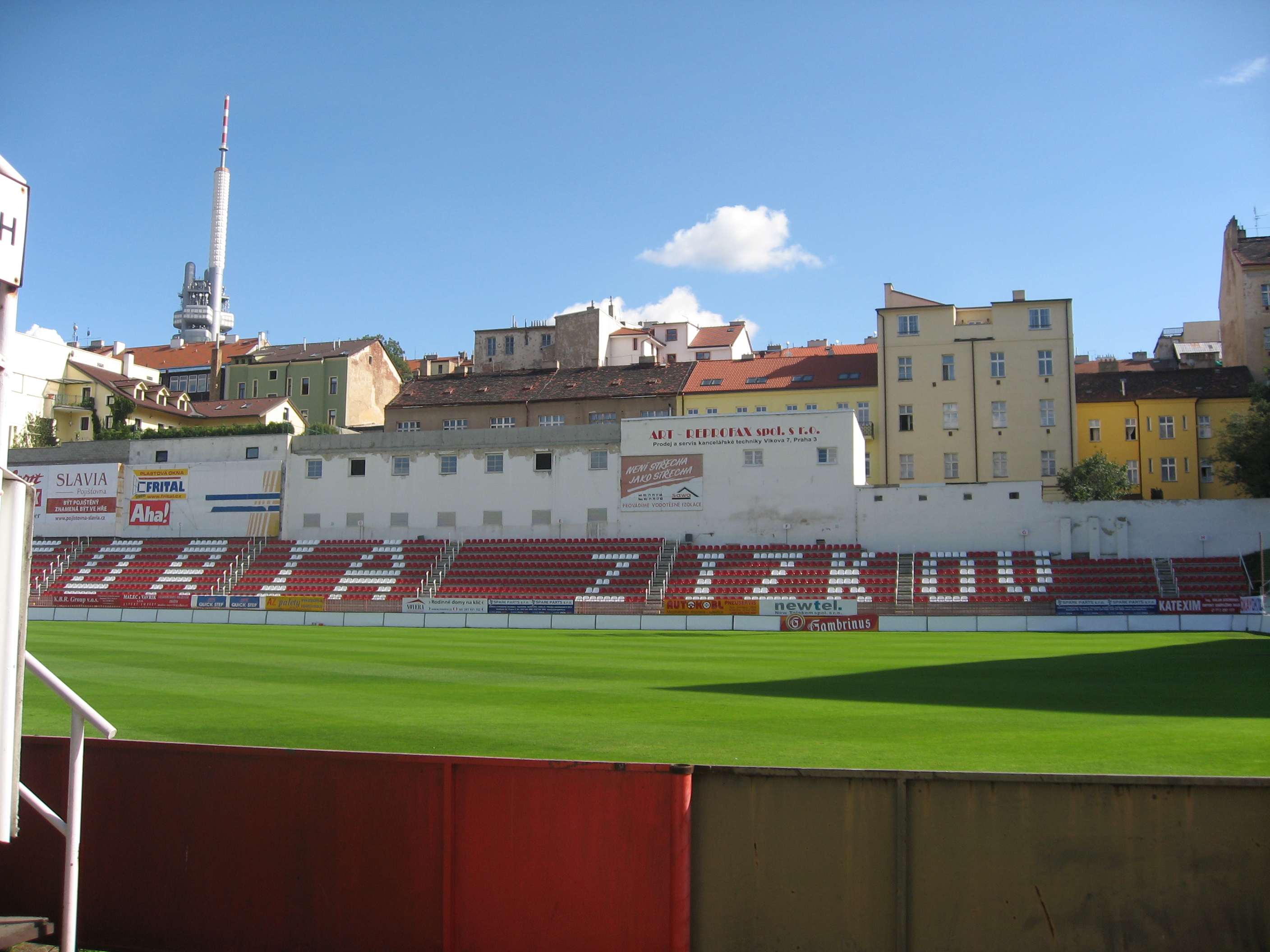
Stadion FK Viktoria Žižkov

| Nationaal tot 1993              |    |            |
| Landskampioen Tsjecho-Slowakije | 1× | 1928       |
| Nationaal sinds 1993            |    |            |
| Beker van Tsjechië              | 2× | 1994, 2001 |
| Kampioen van 2. liga            | 1× | 2006/07    |
| Kampioen van ČFL                | 1× | 2022/23    |

## Eindklasseringen vanaf 1994 (grafiek)
| 8 |

| 5 |

| 10 |

| 12 |

| 8 |

| 10 |

| 9 |

| 5 |

| 3 |

| 3 |

| 15 |

| 6 |

| 5 |

| 1 |

| 10 |

| 16 |

| 5 |

| 2 |

| 16 |

| 8 |

| 5 |

| 4 |

| 3 |

| 9 |

| 12 |

| 14 |

| 5 |

| 4 |

| 16 |

| 1 |

| 8 |

| Fortuna liga | Fotbalová národní liga | ČFL / MSFL |

## Žižkov in Europa
#Q = #kwalificatieronde, #R = #ronde, 1/4 = kwartfinale, 1/2 = halve finale, T/U = Thuis/Uit, W = Wedstrijd, PUC = punten UEFA coëfficiënten .
Uitslagen vanuit gezichtspunt FK Viktoria Žižkov 
| Seizoen | Competitie   | Ronde | Land                             | Club                 | Totaalscore | 1e W    | 2e W    | PUC |
| ------- | ------------ | ----- | -------------------------------- | -------------------- | ----------- | ------- | ------- | --- |
| 1928    | Mitropacup   | 1/4   | Vlag van Joegoslavië (1918–1943) | Građanski HŠK Zagreb | 8-4         | 2-3 (U) | 6-1 (T) | 0.0 |
|         |              | 1/2   | Vlag van Oostenrijk              | SK Rapid Wien        | 6-6 BW 1-3  | 4-3 (T) | 2-3 (U) | 0.0 |
| 1994/95 | Europacup II | Q     | Vlag van Zweden                  | IFK Norrköping       | 4-3         | 1-0 (T) | 3-3 (U) | 4.0 |
|         |              | 1R    | Vlag van Engeland                | Chelsea FC           | 2-4         | 2-4 (U) | 0-0 (T) | 4.0 |
| 2001/02 | UEFA Cup     | 1R    | Vlag van Oostenrijk              | FC Tirol Innsbrück   | 0-1         | 0-0 (T) | 0-1 (U) | 1.0 |
| 2002/03 | UEFA Cup     | Q     | Vlag van San Marino              | SP Domagnano         | 5-0         | 2-0 (U) | 3-0 (T) | 4.0 |
|         |              | 1R    | Vlag van Schotland               | Rangers FC           | 3-3 u       | 2-0 (T) | 1-3 (U) | 4.0 |
|         |              | 2R    | Vlag van Spanje                  | Real Betis           | 0-4         | 0-1 (T) | 0-3 (U) | 4.0 |
| 2003/04 | UEFA Cup     | Q     | Vlag van Kazachstan              | Zhenis Astana        | 6-1         | 3-0 (T) | 3-1 (U) | 2.0 |
|         |              | 1R    | Vlag van Denemarken              | Brøndby IF           | 0-2         | 0-1 (U) | 0-1 (T) | 2.0 |

Totaal aantal punten voor UEFA coëfficiënten: 11.0
Zie ook:
- Deelnemers UEFA-toernooien Tsjechië
- Ranglijst van alle clubs die in de diverse Europa Cups zijn uitgekomen

## Bekende (oud-)spelers
- Jaromír Blažek
- Tibor Jančula
- Radoslav Král
- Tomáš Necid
- Tomáš Oravec
- Antonín Puč